# Onthophagus furculifer
Onthophagus furculifer là một loài bọ cánh cứng trong họ Bọ hung (Scarabaeidae).